# Manskapsvagn

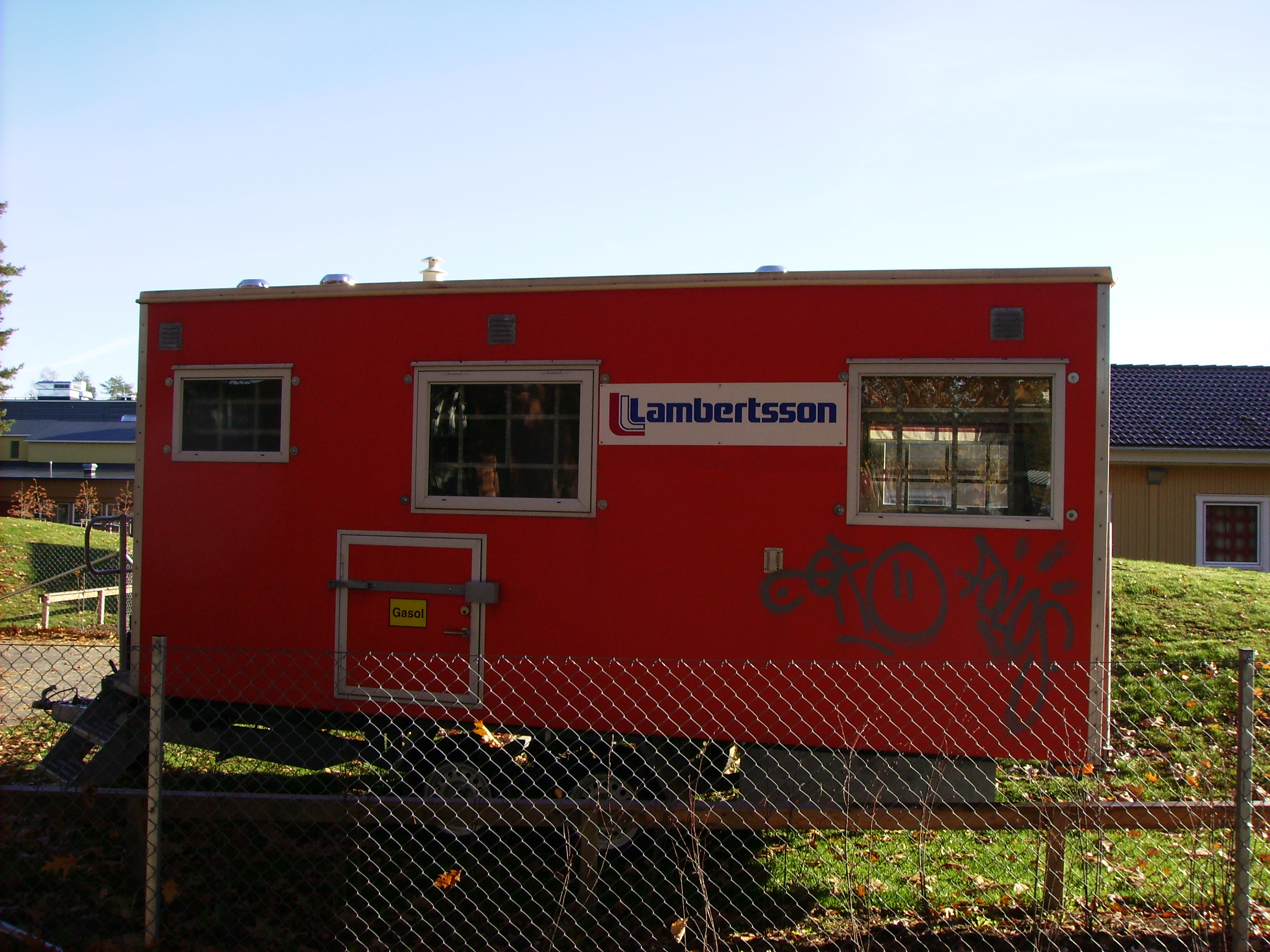
Typisk svensk byggbod

Manskapsvagn är en slags byggbarack på hjul. Den flyttas med hjälp av traktor och används som fikarum/duschrum/omklädningsrum/kontor på byggarbetsplatser och skogshyggen. Den ersätts alltmer av byggbaracker eller containrar utan hjul som flyttas med hjälp av lastbil och kan staplas på varandra.
Måtten för en manskapsvagn är oftast 2,50m på bredden och 4-9m på längden.
Kallas även: byggbod/byggbarack på hjul, byggfutt, byggvagn, rastkoja, personalvagn, skoggshuggarkoja, arbetsvagn.
Det förekommer att gamla manskapsvagnar renoveras eller byggs om så att de kan användas som redskapsbod, bastu, gäststuga eller till och med en enkel liten flyttbar bostad.
I Tyskland är det många, främst unga "alternativa", som bor i ombyggda manskapsvagnar ("Bauwagen" på tyska). På flera ställen i landet finns det "Bauwagenplätze",där folk bor i sina manskapsvagnar, cirkusvagnar, husvagnar eller husbilar.